# Comté de Greeley (Nebraska)
Pour les articles homonymes, voir Comté de Greeley.
Le comté de Greeley est un comté de l'État du Nebraska, aux États-Unis.